# Ménétreux-le-Pitois
Ménétreux-le-Pitois è un comune francese di 464 abitanti situato nel dipartimento della Côte-d'Or nella regione della Borgogna-Franca Contea.

## Società

### Evoluzione demografica
Abitanti censiti